# U.S. Men's Clay Court Championships
U.S. Men's Clay Court Championships — міжнародний щорічний чоловічий професійний тенісний турнір. Заснований 1910 року, відбувався з того часу в понад двох десятках міст, з 2001 року проводиться в Х'юстоні. Є частиною туру ATP 250, матчі проводяться на відкритих ґрунтових кортах.
У 1969 — 1986 роках проводився також жіночий турнір.

## Фінали

### Одиночний розряд
| Рік              | Місто            | Чемпіон                                             | Фіналіст                                            | Рахунок                                             |                                                     |
| ---------------- | ---------------- | --------------------------------------------------- | --------------------------------------------------- | --------------------------------------------------- | --------------------------------------------------- |
| 1910             | Омаха            | Мелвілл Г. Лонґ                                     | Волтер Меррілл Голл                                 | 6–0, 6–1, 6–1                                       |                                                     |
| 1911             | Омаха            | Walter T. Hayes                                     | Percy D. Siverd                                     | 7–5, 6–2, 6–1                                       |                                                     |
| 1912             | Піттсбург        | Річард Норріс Вільямс                               | Walter T. Hayes                                     | 6–3, 6–1, 8–6                                       |                                                     |
| 1913             | Омаха            | John R. Strachan                                    | Волтер Меррілл Голл                                 | 6–0, 6–4, 4–6, 6–4                                  |                                                     |
| 1914             | Цинциннаті       | Кларенс Ґріффін                                     | Елія Фоттрелл                                       | 3–6, 6–8, 8–6, 6–0, 6–2                             |                                                     |
| 1915             | Піттсбург        | Річард Норріс Вільямс (2)                           | Кларенс Ґріффін                                     | Default                                             |                                                     |
| 1916             | Клівленд         | Вілліс Е. Дейвіс                                    | Conrad B. Doyle                                     | 6–2, 7–5, 6–3                                       |                                                     |
| 1917             | Клівленд         | Samuel Hardy                                        | Чак Ґарленд                                         | 3–6, 6–1, 6–3, 6–3                                  |                                                     |
| 1918             | Чикаго, Іллінойс | Білл Тілден                                         | Чак Ґарленд                                         | 6–4, 6–4, 3–6, 6–2                                  |                                                     |
| 1919             | Чикаго, Іллінойс | Білл Джонстон                                       | Білл Тілден                                         | 6–0, 6–1, 4–6, 6–2                                  |                                                     |
| 1920             | Чикаго, Іллінойс | Роланд Робертс                                      | Вінсент Річардс                                     | 6–3, 6–1, 6–3                                       |                                                     |
| 1921             | Чикаго, Іллінойс | Walter T. Hayes                                     | Alexander Squair                                    | 6–0, 6–2, 6–4                                       |                                                     |
| 1922             | Індіанаполіс     | Білл Тілден (2)                                     | Сімідзу Дзендзо                                     | 7–5, 6–3, 6–1                                       |                                                     |
| 1923             | Індіанаполіс     | Білл Тілден (3)                                     | Мануель Алонсо Арейсага                             | 6–2, 6–8, 6–1, 7–5                                  |                                                     |
| 1924             | Сент-Луїс        | Білл Тілден (4)                                     | Harvey Snodgrass                                    | 6–2, 6–1, 6–1                                       |                                                     |
| 1925             | Сент-Луїс        | Білл Тілден (5)                                     | Джордж Лот                                          | 3–6, 6–3, 2–6, 6–2, 8–6                             |                                                     |
| 1926             | Детройт, Мічиган | Білл Тілден (6)                                     | Браян Нортон                                        | Default                                             |                                                     |
| 1927             | Детройт, Мічиган | Білл Тілден (7)                                     | Джон Ф. Геннессі                                    | 6–4, 6–1, 6–2                                       |                                                     |
| 1928             | Не проводився    | Не проводився                                       | Не проводився                                       | Не проводився                                       |                                                     |
| 1929             | Індіанаполіс     | Емметт Паре                                         | J. Gilbert Hall                                     | 6–4, 6–3, 4–6, 3–6, 6–1                             |                                                     |
| 1930             | Канзас-Сіті      | Браян Ґрант                                         | Wilbur F. Coen, Jr.                                 | 6–2, 6–4, 6–2                                       |                                                     |
| 1931             | Сент-Луїс        | Елсворт Вайнс                                       | Кейт Ґледгілл                                       | 6–3, 6–3, 6–3                                       |                                                     |
| 1932             | Мемфіс           | Джордж Лот                                          | Браян Ґрант                                         | 3–6, 6–2, 3–6, 6–3, 6–3                             |                                                     |
| 1933             | Чикаго, Іллінойс | Френк Паркер                                        | Джин Мако                                           | 6–3, 6–3, 6–3                                       |                                                     |
| 1934             | Чикаго, Іллінойс | Браян Ґрант (2)                                     | Дон Бадж                                            | 6–2, 8–6, 6–3                                       |                                                     |
| 1935             | Чикаго, Іллінойс | Браян Ґрант (3)                                     | Френк Паркер                                        | 4–6, 6–1, 3–6, 6–3, 6–0                             |                                                     |
| 1936             | Рівер-Форест     | Боббі Ріґґс                                         | Френк Паркер                                        | 6–1, 6–8, 6–4                                       |                                                     |
| 1937             | Чикаго           | Боббі Ріґґс (2)                                     | Джо Гант                                            | 6–3, 4–6, 6–3, 6–4                                  |                                                     |
| 1938             | Рівер-Форест     | Боббі Ріґґс (3)                                     | Гарднар Маллой                                      | 6–4, 5–7, 4–6, 6–1, 7–5                             |                                                     |
| 1939             | Чикаго, Іллінойс | Френк Паркер                                        | Гарднар Маллой                                      | 6–3, 6–0, 5–7, 6–1                                  |                                                     |
| 1940             | Чикаго, Іллінойс | Дон Макніл                                          | Боббі Ріґґс                                         | 6–1, 6–4, 6–8, 6–3                                  |                                                     |
| 1941             | Рівер-Форест     | Френк Паркер (2)                                    | Боббі Ріґґс                                         | 6–3, 7–5, 6–8, 4–6, 6–3                             |                                                     |
| 1942             | Сент-Луїс        | Сеймур Ґрінберґ                                     | Harris Everett                                      | 5–7, 7–5, 7–9, 7–5, 8–6                             |                                                     |
| 1943             | Детройт, Мічиган | Сеймур Ґрінберґ (2)                                 | Білл Талберт                                        | 6–1, 4–6, 6–3, 6–3                                  |                                                     |
| 1944             | Детройт, Мічиган | Панчо Сегура                                        | Білл Талберт                                        | 6–3, 2–6, 7–5, 6–3                                  |                                                     |
| 1945             | Чикаго           | Білл Талберт                                        | Панчо Сегура                                        | 6–4, 4–6, 6–2, 2–6, 6–2                             |                                                     |
| 1946             | Рівер-Форест     | Френк Паркер (3)                                    | Білл Талберт                                        | 6–4, 6–4, 6–2                                       |                                                     |
| 1947             | Солт-Лейк-Сіті   | Френк Паркер (4)                                    | Тед Шредер                                          | 8–6, 6–2, 6–4                                       |                                                     |
| 1948             | Рівер-Форест     | Панчо Гонсалес                                      | Нік Картер                                          | 7–5, 6–2, 6–3                                       |                                                     |
| 1949             | Рівер-Форест     | Панчо Гонсалес (2)                                  | Френк Паркер                                        | 6–1, 3–6, 8–6, 6–3                                  |                                                     |
| 1950             | Рівер-Форест     | Герберт Флам                                        | Тед Шредер                                          | 6–1, 6–2, 6–2                                       |                                                     |
| 1951             | Рівер-Форест     | Тоні Траберт                                        | Арт Ларсен                                          | 6–8, 2–6, 6–4, 6–3, 8–6                             |                                                     |
| 1952             | Рівер-Форест     | Арт Ларсен                                          | Дік Севітт                                          | 4–6, 6–4, 6–2, 6–4                                  |                                                     |
| 1953             | Рівер-Форест     | Вік Сайксес                                         | Гем Річардсон                                       | 6–2, 6–4, 6–3                                       |                                                     |
| 1954             | Рівер-Форест     | Бернард Барцен                                      | Тоні Траберт                                        | 6–4, 4–6, 6–0, 6–2                                  |                                                     |
| 1955             | Атланта          | Тоні Траберт (2)                                    | Бернард Барцен                                      | 10–8, 6–1, 6–4                                      |                                                     |
| 1956             | Рівер-Форест     | Герберт Флам (2)                                    | Едвард Мойлан                                       | 3–6, 6–3, 1–6, 6–3, 6–3                             |                                                     |
| 1957             | Рівер-Форест     | Вік Сайксес (2)                                     | Герберт Флам                                        | 1–6, 8–6, 6–1, 6–3                                  |                                                     |
| 1958             | Рівер-Форест     | Бернард Барцен                                      | Сем Джаммалва                                       | 3–6, 7–5, 6–2, 6–2                                  |                                                     |
| 1959             | Рівер-Форест     | Бернард Барцен (2)                                  | Вітні Рід                                           | 6–0, 8–6, 9–7                                       |                                                     |
| 1960             | Рівер-Форест     | Беррі Маккей                                        | Бернард Барцен                                      | 4–6, 7–5, 6–4, 6–0                                  |                                                     |
| 1961             | Рівер-Форест     | Бернард Барцен (3)                                  | Доналд Делл                                         | 6–1, 2–6, 6–2, 6–0                                  |                                                     |
| 1962             | Чикаго           | Чак Маккінлі                                        | Фред Столл                                          | 6–3, 8–6, 6–4                                       |                                                     |
| 1963             | Рівер-Форест     | Чак Маккінлі (2)                                    | Денніс Ролстрон                                     | 6–2, 6–2, 6–4                                       |                                                     |
| 1964             | Рівер-Форест     | Денніс Ролстрон                                     | Чак Маккінлі                                        | 6–2, 6–2, 6–1                                       |                                                     |
| 1965             | Рівер-Форест     | Денніс Ролстрон (2)                                 | Кліфф Річі                                          | 6–4, 4–6, 6–4, 6–3                                  |                                                     |
| 1966             | Мілвокі          | Кліфф Річі                                          | Френк Фролінг                                       | 13–11, 6–1, 6–3                                     |                                                     |
| 1967             | Мілвокі          | Артур Еш                                            | Марті Ріссен                                        | 4–6, 6–3, 6–1, 7–5                                  |                                                     |
| 1968             | Мілвокі          | Кларк Гребнер                                       | Стен Сміт                                           | 6–3, 7–5, 6–0                                       |                                                     |
| ↓ Відкрита ера ↓ |                  |                                                     |                                                     |                                                     |                                                     |
| 1969             | Індіанаполіс     | Желько Франулович                                   | Артур Еш                                            | 8–6, 6–3, 6–4                                       |                                                     |
| 1970             | Індіанаполіс     | Кліфф Річі (2)                                      | Стен Сміт                                           | 6–2, 10–8, 3–6, 6–1                                 |                                                     |
| 1971             | Індіанаполіс     | Желько Франулович (2)                               | Кліфф Річі                                          | 6–3, 6–4, 0–6, 6–3                                  |                                                     |
| 1972             | Індіанаполіс     | Боб Г'юїтт                                          | Джиммі Коннорс                                      | 7–6, 6–1, 6–2                                       |                                                     |
| 1973             | Індіанаполіс     | Мануель Орантес                                     | Жорж Говен                                          | 6–4, 6–1, 6–4                                       |                                                     |
| 1974             | Індіанаполіс     | Джиммі Коннорс                                      | Б'єрн Борг                                          | 5–7, 6–3, 6–4                                       |                                                     |
| 1975             | Індіанаполіс     | Мануель Орантес (2)                                 | Артур Еш                                            | 6–2, 6–2                                            |                                                     |
| 1976             | Індіанаполіс     | Джиммі Коннорс (2)                                  | Войцех Фібак                                        | 6–2, 6–4                                            |                                                     |
| 1977             | Індіанаполіс     | Мануель Орантес (3)                                 | Джиммі Коннорс                                      | 6–1, 6–3                                            |                                                     |
| 1978             | Індіанаполіс     | Джиммі Коннорс (3)                                  | Хосе Їгерас                                         | 7–5, 6–1                                            |                                                     |
| 1979             | Індіанаполіс     | Джиммі Коннорс (4)                                  | Гільєрмо Вілас                                      | 6–1, 2–6, 6–4                                       |                                                     |
| 1980             | Індіанаполіс     | Хосе Луїс Клерк                                     | Мел Перселл                                         | 7–5, 6–3                                            |                                                     |
| 1981             | Індіанаполіс     | Хосе Луїс Клерк (2)                                 | Іван Лендл                                          | 4–6, 6–4, 6–2                                       |                                                     |
| 1982             | Індіанаполіс     | Хосе Їгерас                                         | Джиммі Аріес                                        | 7–5, 5–7, 6–3                                       |                                                     |
| 1983             | Індіанаполіс     | Джиммі Аріес                                        | Андрес Гомес                                        | 6–4, 2–6, 6–4                                       |                                                     |
| 1984             | Індіанаполіс     | Андрес Гомес                                        | Балаж Тароці                                        | 6–0, 7–6                                            |                                                     |
| 1985             | Індіанаполіс     | Іван Лендл                                          | Андрес Гомес                                        | 6–1, 6–3                                            |                                                     |
| 1986             | Індіанаполіс     | Андрес Гомес (2)                                    | Тьєррі Тюлан                                        | 6–4, 7–6                                            |                                                     |
| 1987             | Індіанаполіс     | Матс Віландер                                       | Кент Карлссон (тенісист)                            | 7–5, 6–3                                            |                                                     |
| 1988             | Чарлстон         | Андре Агассі                                        | Джиммі Аріес                                        | 6–2, 6–2                                            |                                                     |
| 1989             | Чарлстон         | Джей Бергер                                         | Лосон Данкен                                        | 6–4, 6–3                                            |                                                     |
| 1990             | Каява-Айленд     | Девід Вітон                                         | Марк Каплан                                         | 6–4, 6–4                                            |                                                     |
| 1991             | Шарлотт          | Хайме Їсага                                         | Джиммі Аріес                                        | 6–3, 7–5                                            |                                                     |
| 1992             | Шарлотт          | Малівай Вашингтон                                   | Клаудіо Медзадрі                                    | 6–3, 6–3                                            |                                                     |
| 1993             | Шарлотт          | Орасіо де ла Пенья                                  | Хайме Їсага                                         | 3–6, 6–3, 6–4                                       |                                                     |
| 1994             | Бірмінгем        | Джейсон Столтенберг                                 | Габріель Маркус                                     | 6–3, 6–4                                            |                                                     |
| 1995             | Пайнгерст        | Томас Енквіст                                       | Хав'єр Франа                                        | 6–3, 3–6, 6–3                                       |                                                     |
| 1996             | Пайнгерст        | Фернандо Мелігені                                   | Матс Віландер                                       | 6–4, 6–2                                            |                                                     |
| 1997             | Орландо          | Майкл Чанг                                          | Грант Стеффорд                                      | 4–6, 6–2, 6–1                                       |                                                     |
| 1998             | Орландо          | Джим Кур'є                                          | Майкл Чанг                                          | 7–5, 3–6, 7–5                                       |                                                     |
| 1999             | Орландо          | Магнус Норман                                       | Гільєрмо Каньяс                                     | 6–0, 6–3                                            |                                                     |
| 2000             | Орландо          | Фернандо Гонсалес                                   | Ніколас Массу                                       | 6–2, 6–3                                            |                                                     |
| 2001             | Х'юстон          | Енді Роддік                                         | Лі Хьон Тхек                                        | 7–5, 6–3                                            |                                                     |
| 2002             | Х'юстон          | Енді Роддік (2)                                     | Піт Сампрас                                         | 7–6(11–9), 6–3                                      |                                                     |
| 2003             | Х'юстон          | Андре Агассі (2)                                    | Енді Роддік                                         | 3–6, 6–3, 6–4                                       |                                                     |
| 2004             | Х'юстон          | Томмі Гаас                                          | Енді Роддік                                         | 6–3, 6–4                                            |                                                     |
| 2005             | Х'юстон          | Енді Роддік (3)                                     | Себастьян Грожан                                    | 6–2, 6–2                                            |                                                     |
| 2006             | Х'юстон          | Марді Фіш                                           | Юрген Мельцер                                       | 3–6, 6–4, 6–3                                       |                                                     |
| 2007             | Х'юстон          | Іво Карлович                                        | Маріано Сабалета                                    | 6–4, 6–1                                            |                                                     |
| 2008             | Х'юстон          | Марсель Гранольєрс                                  | Джеймс Блейк                                        | 6–4, 1–6, 7–5                                       |                                                     |
| 2009             | Х'юстон          | Ллейтон Г'юїтт                                      | Вейн Одеснік                                        | 6–2, 7–5                                            |                                                     |
| 2010             | Х'юстон          | Хуан Ігнасіо Чела                                   | Сем Кверрі                                          | 5–7, 6–4, 6–3                                       |                                                     |
| 2011             | Х'юстон          | Раян Світінг                                        | Нісікорі Кей                                        | 6–4, 7–6(7–3)                                       |                                                     |
| 2012             | Х'юстон          | Хуан Монако                                         | Джон Ізнер                                          | 6–2, 3–6, 6–3                                       |                                                     |
| 2013             | Х'юстон          | Джон Ізнер                                          | Ніколас Альмагро                                    | 6–3, 7–5                                            |                                                     |
| 2014             | Х'юстон          | Фернандо Вердаско                                   | Ніколас Альмагро                                    | 6–3, 7–6(7–4)                                       |                                                     |
| 2015             | Х'юстон          | Джек Сок                                            | Сем Кверрі                                          | 7–6(11–9), 7–6(7–2)                                 |                                                     |
| 2016             | Х'юстон          | Хуан Монако (2)                                     | Джек Сок                                            | 3–6, 6–3, 7–5                                       |                                                     |
| 2017             | Х'юстон          | Стів Джонсон                                        | Томас Беллуччі                                      | 6–4, 4–6, 7–6(7–5)                                  |                                                     |
| 2018             | Х'юстон          | Стів Джонсон (2)                                    | Тенніс Сендгрен                                     | 7–6(7–2), 2–6, 6–4                                  |                                                     |
| 2019             | Х'юстон          | Крістіан Гарін                                      | Каспер Рууд                                         | 7–6(7–4), 4–6, 6–3                                  |                                                     |
| 2020–2021        | Х'юстон          | Не проводився через пандемію коронавірусної хвороби | Не проводився через пандемію коронавірусної хвороби | Не проводився через пандемію коронавірусної хвороби | Не проводився через пандемію коронавірусної хвороби |
| 2022             | Х'юстон          | Рейллі Опелка                                       | Джон Ізнер                                          | 6–3, 7–6(9–7)                                       |                                                     |
| 2023             | Х'юстон          | Френсіс Тіафо                                       | Томас Мартін Етчеверрі                              | 7–6(7–1), 7–6(8–6)                                  |                                                     |
| 2024             | Х'юстон          | Бен Шелтон                                          | Френсіс Тіафо                                       | 7–5, 4–6, 6–3                                       |                                                     |
| 2025             | Х'юстон          | Дженсон Бруксбі                                     | Френсіс Тіафо                                       | 6–4, 6–2                                            |                                                     |

### Парний розряд (відкрита ера)
| Рік       | Чемпіони                                            | Фіналісти                                           | Рахунок                                             |                                                     |
| --------- | --------------------------------------------------- | --------------------------------------------------- | --------------------------------------------------- | --------------------------------------------------- |
| 1969      | Білл Боурі Кларк Гребнер                            | Дік Крілі Аллан Стоун                               | 6–4, 4–6, 6–4                                       |                                                     |
| 1970      | Артур Еш Кларк Гребнер                              | Іліє Настасе Йон Ціріак                             | 2–6, 6–4, 6–4                                       |                                                     |
| 1971      | Желько Франулович Ян Кодеш                          | Кларк Гребнер Ерік ван Діллен                       | 7–6, 5–7, 6–3                                       |                                                     |
| 1972      | Боб Г'юїтт Фрю Макміллан                            | Патрісіо Корнехо Хайме Фійоль                       | 6–2, 6–3                                            |                                                     |
| 1973      | Боб Кармайкл Фрю Макміллан                          | Мануель Орантес Йон Ціріак                          | 6–3, 6–4                                            |                                                     |
| 1974      | Джиммі Коннорс Іліє Настасе                         | Юрген Фассбендер Ганс-Юрген Поманн                  | 6–7, 6–3, 6–4                                       |                                                     |
| 1975      | Хуан Хісберт стар. Мануель Орантес                  | Войцех Фібак Ганс-Юрген Поманн                      | 7–5, 6–0                                            |                                                     |
| 1976      | Браян Готтфрід Рауль Рамірес                        | Фред Макнеер Шервуд Стюарт                          | 6–2, 6–2                                            |                                                     |
| 1977      | Патрісіо Корнехо Хайме Фійоль                       | Дік Крілі Кліфф Летчер                              | 6–7, 6–4, 6–3                                       |                                                     |
| 1978      | Джін Меєр Генк Пфістер                              | Джефф Боров'як Кріс Льюїс                           | 6–3, 6–1                                            |                                                     |
| 1979      | Джін Меєр Джон Макінрой                             | Ян Кодеш Томаш Шмід                                 | 6–4, 7–6                                            |                                                     |
| 1980      | Кевін Каррен Стів Дентон                            | Войцех Фібак Іван Лендл                             | 3–6, 7–6, 6–4                                       |                                                     |
| 1981      | Кевін Каррен Стів Дентон                            | Рауль Рамірес Вен Вінітскі                          | 6–3, 5–7, 7–5                                       |                                                     |
| 1982      | Шервуд Стюарт Ферді Тейган                          | Роббі Вентер Блейн Вілленборг                       | 6–4, 7–5                                            |                                                     |
| 1983      | Марк Едмондсон Шервуд Стюарт                        | Карлус Кірмайр Кассіу Мотта                         | 6–3, 6–2                                            |                                                     |
| 1984      | Кен Флек Роберт Сегусо                              | Гайнц Ґюнтгардт Балаж Тароці                        | 7–6, 7–5                                            |                                                     |
| 1985      | Кен Флек Роберт Сегусо                              | Павел Сложил Кім Ворвік                             | 6–4, 6–4                                            |                                                     |
| 1986      | Андрес Гомес Ганс Гільдемайстер                     | Джон Фіцджеральд Шервуд Стюарт                      | 6–4, 6–3                                            |                                                     |
| 1987      | Лорі Вордер Блейн Вілленборг                        | Йоакім Нюстром Матс Віландер                        | 6–0, 6–3                                            |                                                     |
| 1988      | Пітер Олдріч Дані Віссер                            | Хорхе Лосано Тодд Вітскен                           | 7–6, 6–3                                            |                                                     |
| 1989      | Мікаель Пернфорс Тобіас Свантессон                  | Агустін Морено Хайме Їсага                          | 6–4, 4–6, 7–5                                       |                                                     |
| 1990      | Скотт Девіс Девід Пейт                              | Джим Грабб Леонардо Лаваль                          | 6–2, 6–3                                            |                                                     |
| 1991      | Рік Ліч Джим П'ю                                    | Брет Гарнетт Грег Ван Ембург                        | 6–3, 2–6, 6–3                                       |                                                     |
| 1992      | Стів Девріє Девід Макферсон                         | Брет Гарнетт Джаред Палмер                          | 6–4, 7–6                                            |                                                     |
| 1993      | Рікард Берг Тревор Кронеманн                        | Хав'єр Франа Леонардо Лаваль                        | 6–1, 6–2                                            |                                                     |
| 1994      | Тодд Вудбрідж Марк Вудфорд                          | Джаред Палмер Річі Ренеберг                         | 6–2, 3–6, 6–3                                       |                                                     |
| 1995      | Марк Вудфорд Тодд Вудбрідж                          | Алекс О'Браєн Сендон Столл                          | 6–2, 6–4                                            |                                                     |
| 1996      | Пет Кеш Патрік Рафтер                               | Кен Флек Девід Вітон                                | 6–2, 6–3                                            |                                                     |
| 1997      | Марк Мерклейн Вінс Спейдія                          | Алекс О'Браєн Джефф Салзенстейн                     | 6–4, 4–6, 6–4                                       |                                                     |
| 1998      | Грант Стеффорд Кевін Ульєтт                         | Майкл Теббутт Мікаель Тільстрем                     | 4–6, 6–4, 7–5                                       |                                                     |
| 1999      | Джим Кур'є Тодд Вудбрідж                            | Боб Браян Майк Браян                                | 7–6(7–4), 6–4                                       |                                                     |
| 2000      | Леандер Паес Ян Сімерінк                            | Джастін Гімелстоб Себастьян Ларо                    | 6–3, 6–4                                            |                                                     |
| 2001      | Магеш Бгупаті Леандер Паес                          | Кевін Кім Джим Томас                                | 7–6(7–4), 6–2                                       |                                                     |
| 2002      | Марді Фіш Енді Роддік                               | Ян-Майкл Гембілл Грейдон Олівер                     | 6–4, 6–4                                            |                                                     |
| 2003      | Марк Ноулз (тенісист) Деніел Нестор                 | Ян-Майкл Гембілл Грейдон Олівер                     | 6–4, 6–3                                            |                                                     |
| 2004      | Річі Ренеберг Хрісто ван Ренсбург                   | Браян Макфі Девід Вітт                              | 2–6, 6–3, 6–2                                       |                                                     |
| 2005      | Марк Ноулз (тенісист) Деніел Нестор                 | Мартін Гарсія Луїс Орна                             | 6–3, 6–4                                            |                                                     |
| 2006      | Міхаель Кольманн Александер Васке                   | Юліан Ноул Юрген Мельцер                            | 5–7, 6–4, 10–5                                      |                                                     |
| 2007      | Боб Браян Майк Браян                                | Марк Ноулз (тенісист) Деніел Нестор                 | 7–6(7–3), 6–4                                       |                                                     |
| 2008      | Ернестс Гулбіс Райнер Шуттлер                       | Пабло Куевас Марсель Гранольєрс                     | 7–5, 7–6(7–3)                                       |                                                     |
| 2009      | Боб Браян Майк Браян                                | Джессі Лівайн Раян Світінг                          | 6–1, 6–2                                            |                                                     |
| 2010      | Боб Браян Майк Браян                                | Стівен Гасс Веслі Муді                              | 6–3, 7–5                                            |                                                     |
| 2011      | Боб Браян Майк Браян                                | Джон Ізнер Сем Кверрі                               | 6–7, 6–2, [10–5]                                    |                                                     |
| 2012      | Джеймс Блейк Сем Кверрі                             | Трет Х'юї Домінік Інглот                            | 7–6(16–14), 6–4                                     |                                                     |
| 2013      | Джеймі Маррей Джон Пірс (тенісист)                  | Боб Браян Майк Браян                                | 1–6, 7–6(7–3), [12–10]                              |                                                     |
| 2014      | Боб Браян Майк Браян                                | Давід Марреро Фернандо Вердаско                     | 4–6, 6–4, [11–9]                                    |                                                     |
| 2015      | Річардас Беранкіс Теймураз Габашвілі                | Трет Г'юї Скотт Ліпскі                              | 6–4, 6–4                                            |                                                     |
| 2016      | Боб Браян Майк Браян                                | Віктор Естрелья Бургос Сантьяго Гонсалес            | 4–6, 6–3, [10–8]                                    |                                                     |
| 2017      | Хуліо Перальта Орасіо Себальйос                     | Дастін Браун Френсіс Тіафо                          | 4–6, 7–5, [10–6]                                    |                                                     |
| 2018      | Максим Мирний Філіпп Освальд                        | Андре Бегеманн Антоніо Шанчич                       | 6–7(2–7), 6–4, [11–9]                               |                                                     |
| 2019      | Сантьяго Гонсалес Айсам-уль-Хак Куреші              | Кен Скупскі Ніл Скупскі                             | 3–6, 6–4, [10–6]                                    |                                                     |
| 2020–2021 | Не проводився через пандемію коронавірусної хвороби | Не проводився через пандемію коронавірусної хвороби | Не проводився через пандемію коронавірусної хвороби | Не проводився через пандемію коронавірусної хвороби |
| 2022      | Меттью Ебден Макс Перселл                           | Іван Сабанов Матей Сабанов                          | 6–3, 6–3                                            |                                                     |
| 2023      | Макс Перселл Джордан Томпсон                        | Джуліан Кеш Генрі Паттен                            | 4–6, 6–4, [10–5]                                    |                                                     |
| 2024      | Макс Перселл Джордан Томпсон                        | Вільям Блумберґ Джон Пірс (тенісист)                | 7–5, 6–1                                            |                                                     |
| 2025      | Фернандо Ромболі Джон-Патрік Сміт                   | Федеріко Агустін Гомес Сантьяго Гонсалес            |                                                     |                                                     |